# Laccospadicinae
Sous-tribu
Genres de rang inférieur
- Calyptrocalyx
- Linospadix
- Howea
- Laccospadix

Les Laccospadicinae, (anciennement Linospadicinae) sont une sous-tribu de plantes de la famille des Arecaceae (les palmiers).
Genres :
- Calyptrocalyx
- Howea
- Laccospadix
- Linospadix